# Pyrethrum pyrethroides
Pyrethrum pyrethroides là một loài thực vật có hoa trong họ Cúc. Loài này được (Kar. & Kir.) B.Fedtsch. ex Krasch. miêu tả khoa học đầu tiên năm 1933.